# Daniel Solà
Daniel Solà Villa (ur. 3 stycznia 1976 w Vic) – hiszpański kierowca rajdowy. W 2002 roku był mistrzem Junior WRC w Mistrzostwach Świata.
W 1997 roku Solà zadebiutował w Rajdowych Mistrzostwach Świata. Pilotowany przez Davida Moreno i jadący Peugeota 106 Rallye nie ukończył wówczas Rajdu Katalonii z powodu awarii. W 2002 roku wystąpił w serii Junior WRC w Mistrzostwach Świata startując samochodem Citroën Saxo VTS S1600 wraz z pilotem Alexem Romaním. W Junior WRC wygrał Rajd Katalonii, Rajd Niemiec i Rajd Wielkiej Brytanii, dzięki czemu wywalczył tytuł mistrza świata JWRC, zajmując miejsce na podium przed Andreą Dallavillą i Jannem Tuohino. W 2003 roku zajął 5. miejsce w klasyfikacji samochodów fabrycznych w MŚ, a w 2004 roku - 8. Łącznie wystąpił w 39 rajdach i zdobył w nich 5 punktów. W 2004 roku zajął 6. pozycję w Rajdzie Katalonii (najwyższe w karierze) jadąc Mitsubishi Lancerem WRC.

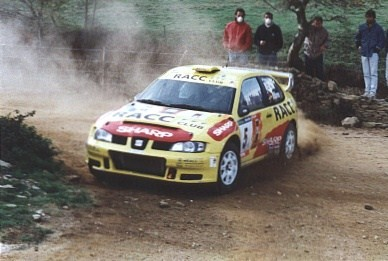
Daniel Solà w 2001 roku za kierownicą Seata Córdoby WRC w Rallye de tierra de Cangas del Narcea.

W 2006 roku Solà osiągnął sukces w Hiszpanii. Jadąc Citroënem C2 S1600 wywalczył tytuł rajdowego mistrza Hiszpanii. W latach 2007 i 2008 startował w zawodach Intercontinental Rally Challenge.

## Występy w mistrzostwach świata
| Rok  | Rajd                   | Pilot             | Samochód                    | Pozycja                           |
| ---- | ---------------------- | ----------------- | --------------------------- | --------------------------------- |
| 1997 | Rajd Katalonii         | David Moreno      | Peugeot 106 Rallye          | nie ukończył                      |
| 1998 | Rajd Katalonii         | Josep Martínez    | Peugeot 106 Rallye          | nie ukończył                      |
| 1999 | Rajd Katalonii         | Josep Martínez    | Peugeot 106 Rallye          | 40. miejsce (16. miejsce w gr. N) |
| 2001 | Rajd Wielkiej Brytanii | David Moreno      | Seat Ibiza GTI 16V          | 34. miejsce                       |
| 2002 | Rajd Monte Carlo       | David Moreno      | Citroën Saxo VTS S1600      | nie ukończył                      |
| 2002 | Rajd Katalonii         | Alex Romaní       | Citroën Saxo VTS S1600      | 19. miejsce (1. miejsce w JWRC)   |
| 2002 | Rajd Grecji            | Alex Romaní       | Citroën Saxo VTS S1600      | 23. miejsce (4. miejsce w JWRC)   |
| 2002 | Rajd Finlandii         | Alex Romaní       | Mitsubishi Lancer Evo 5     | nie ukończył                      |
| 2002 | Rajd Niemiec           | Alex Romaní       | Citroën Saxo VTS S1600      | 12. miejsce (1. miejsce w JWRC)   |
| 2002 | Rajd San Remo          | Alex Romaní       | Citroën Saxo VTS S1600      | 17. miejsce (3. miejsce w JWRC)   |
| 2002 | Rajd Wielkiej Brytanii | Alex Romaní       | Citroën Saxo VTS S1600      | 21. miejsce (1. miejsce w JWRC)   |
| 2003 | Rajd Szwecji           | Alex Romaní       | Mitsubishi Lancer Evo 7     | 32. miejsce (10. miejsce w gr. N) |
| 2003 | Rajd Nowej Zelandii    | Alex Romaní       | Mitsubishi Lancer Evo 7     | 43. miejsce (24. miejsce w gr. N) |
| 2003 | Rajd Argentyny         | Alex Romaní       | Mitsubishi Lancer Evo 7     | 12. miejsce (2. miejsce w gr. N)  |
| 2003 | Rajd Grecji            | Alex Romaní       | Citroën Xsara WRC           | 12. miejsce                       |
| 2003 | Rajd Cypru             | Alex Romaní       | Mitsubishi Carisma GT Evo 7 | nie ukończył                      |
| 2003 | Rajd Niemiec           | Alex Romaní       | Mitsubishi Lancer Evo 7     | 22. miejsce (1. miejsce w gr. N)  |
| 2003 | Rajd Finlandii         | Alex Romaní       | Mitsubishi Lancer Evo 7     | 17. miejsce (3. miejsce w gr. N)  |
| 2003 | Rajd Australii         | Alex Romaní       | Mitsubishi Lancer Evo 7     | 20. miejsce (6. miejsce w gr. N)  |
| 2003 | Rajd Korsyki           | Alex Romaní       | Mitsubishi Lancer Evo 8     | nie ukończył                      |
| 2003 | Rajd Wielkiej Brytanii | Alex Romaní       | Citroën Xsara WRC           | nie ukończył                      |
| 2004 | Rajd Szwecji           | Xavier Amigo      | Mitsubishi Lancer Evo 7     | 20. miejsce (7. miejsce w gr. N)  |
| 2004 | Rajd Meksyku           | Xavier Amigo      | Mitsubishi Lancer Evo 7     | 11. miejsce (1. miejsce w gr. N)  |
| 2004 | Rajd Nowej Zelandii    | Xavier Amigo      | Mitsubishi Lancer Evo 7     | nie ukończył                      |
| 2004 | Rajd Grecji            | Xavier Amigo      | Mitsubishi Lancer WRC       | nie ukończył                      |
| 2004 | Rajd Argentyny         | Xavier Amigo      | Mitsubishi Lancer WRC       | dyskwalifikacja                   |
| 2004 | Rajd Niemiec           | Xavier Amigo      | Mitsubishi Lancer WRC       | nie ukończył                      |
| 2004 | Rajd Korsyki           | Xavier Amigo      | Mitsubishi Lancer Evo 7     | nie ukończył                      |
| 2004 | Rajd Katalonii         | Xavier Amigo      | Mitsubishi Lancer WRC       | 6. miejsce                        |
| 2004 | Rajd Australii         | Xavier Amigo      | Mitsubishi Lancer Evo 7     | nie ukończył                      |
| 2005 | Rajd Meksyku           | Xavier Amigo      | Ford Focus WRC              | nie ukończył                      |
| 2005 | Rajd Niemiec           | Xavier Amigo      | Ford Focus WRC              | 12. miejsce                       |
| 2005 | Rajd Japonii           | Xavier Amigo      | Ford Focus WRC              | nie ukończył                      |
| 2005 | Rajd Korsyki           | Xavier Amigo      | Ford Focus WRC              | nie ukończył                      |
| 2005 | Rajd Katalonii         | Xavier Amigo      | Ford Focus WRC              | nie ukończył                      |
| 2005 | Rajd Australii         | Xavier Amigo      | Ford Focus WRC              | 7. miejsce                        |
| 2007 | Rajd Katalonii         | Carlos del Barrio | Honda Civic Type-R R3       | 20. miejsce                       |
| 2007 | Rajd Korsyki           | Carlos del Barrio | Peugeot 207 S2000           | 10. miejsce (1. miejsce w gr. N)  |
| 2007 | Rajd Wielkiej Brytanii | Oscar Sánchez     | Honda Civic Type-R R3       | 45. miejsce                       |